# Anita Steckel
Anita Slavin Arkin Steckel (* 24. Februar 1930 in Brooklyn, New York City, als Anita Slavin; † 16. März 2012 in Manhattan, New York City) war eine US-amerikanische Künstlerin und Feministin. Bekannt wurde sie durch Gemälde und Fotomontagen mit sexuellen Motiven.

## Leben
Steckel wurde 1930 als Tochter der aus Russland stammenden jüdischen Immigranten Dora und Hyman Arkin im New Yorker Stadtbezirk Brooklyn geboren. Ihre Mutter war ihr gegenüber körperlich und psychisch gewalttätig und ihr Vater hatte mit einem Glücksspielproblem zu kämpfen. Steckel verließ ihr Zuhause nach einem frühen Abschluss der High School of Music & Art in Manhattan (heute Fiorello H. LaGuardia High School of Music & Art).
Steckel lernte den Schauspieler Marlon Brando kennen und arbeitete auf einem norwegischen Frachter, der nach Südamerika fuhr. Ebenfalls verbrachte sie ein Jahr an der Westküste der USA, wo sie als Tanzlehrerin arbeitete und bei einem Tanzwettbewerb zur Mambo Queen of Southern California gekrönt wurde. Danach kehrte sie nach New York zurück, um an der Cooper Union und der Alfred University zu studieren und ein weiterführendes Studium an der Art Students League of New York bei dem Maler Edwin Dickinson zu absolvieren. Sie betrachtete Dickinson als den Lehrer, der sie am stärksten prägte. Steckel unterrichtete von 1984 bis zu ihrem Tod 2012 Kunst an der Art Students League of New York. 1970 zog die Künstlerin in das Westbeth Artists Housing in Manhattan, wo sie den Rest ihres Lebens verbrachte.

## Künstlerisches Werk

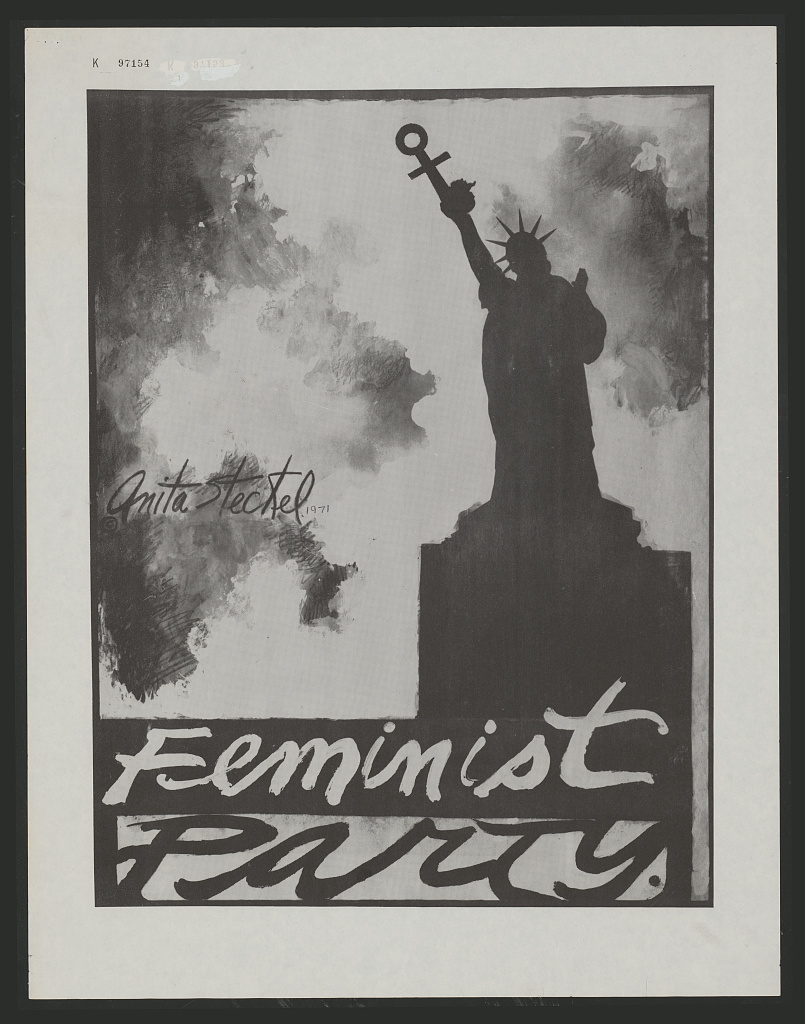
Poster Feminist Party, 1971

Ab den späten 1960er Jahren begann Steckel ihre Arbeiten sowohl in Einzel- als auch in Gruppenausstellungen auszustellen. In ihrer ersten öffentlich anerkannten Arbeit, einer Serie aus Fotomontagen mit dem Titel Mom Art (1963), brachte sie Kritik an Rassismus, Krieg und Geschlechterungleichheiten an.
Im Westbeth Artists Housing vollendete sie zwei Werkserien, New York Skyline (1970–1980) und Giant Women (1969–1973), die beide 1972 in der Einzelausstellung The Sexual Politics of Feminist Art am Rockland Community College gezeigt wurden. Die Ausstellung löste kontroverse Reaktionen aus, da Steckels Arbeit sexuell anzüglich war. Lokale Behörden forderten die Schließung der Ausstellung oder zumindest eine Verlegung an einen – ihrer Meinung nach – geeigneteren Ort, wie zum Beispiel die Männer- oder Frauentoilette. Nach diesem Zwischenfall gründete Steckel die Fight Censorship Group (deutsch etwa „Gruppe zur Bekämpfung von Zensur“), eine Interessengruppe, die für die Rechte von Kunst mit sexuellen Motiven von Frauen eintrat. Weitere Mitglieder waren Hannah Wilke, Louise Bourgeois, Judith Bernstein, Martha Edelheit, Eunice Golden, Juanita McNeely, Barbara Nessim, Anne Sharpe und Joan Semmel.
In ihrer Serie Giant Woman malte Steckel überdimensionale Akte von Frauen auf Fotografien von Stadtszenen. Damit thematisierte sie einen Gedanken der Frauenbewegung, dass Frauen aus ihrer zuvor definierten Rolle in der Gesellschaft herausgewachsen seien. In der Serie New York Skyline füttert eine Mutter ihren muskelbepackten Sohn mit seinem eigenen Sperma und sagt ihm “Eat your power honey before it grows cold.” (deutsch, sinngemäß übersetzt: „Schön schlucken, mein Schatz, solange es noch warm ist“). Sie schuf eine Reihe von Kunstwerken mit Erektionen als Motiv. Zu deren Verteidigung sagte sie: “If the erect penis is not wholesome enough to go into museums, it should not be considered wholesome enough to go into women” (deutsch: „Wenn der erigierte Penis nicht anständig genug ist, in Museen zu gehen, sollte er nicht als anständig genug angesehen werden, in Frauen einzudringen.“).
Der politische Inhalt ihrer Kunst beschränkte sich nicht nur auf Feminismus, sondern behandelte auch andere Fragen der Gerechtigkeit. Sie erklärte: “When you come from a culture that has been the underdog in a very brutal way, you tend to speak out against injustice.” (deutsch: „Wenn man aus einer Kultur kommt, die auf sehr brutale Weise unterdrückt worden ist, neigt man dazu, sich gegen Ungerechtigkeit auszusprechen.“). Ihre jüdischen Eltern waren nicht religiös, aber die jüdische Kultur war Teil von Steckels Kindheit und spiegelt sich auch in ihrer Kunst wider. In der Serie Skylines of New York ist der Hudson River mit gefilte Fisch gefüllt und Hitler wird als patriarchalische Bedrohung dargestellt, wobei seine Kehle von einer nackten weiblichen Figur aufgeschnitten wird, die eine Axt zwischen ihren Beinen schwingt.
Das Archiv von Steckels Werken befindet sich im National Museum of Women in the Arts in Washington D.C und ihr Nachlass wird vertreten durch Hannah Hoffman in Los Angeles und Ortuzar Projects in New York.
2022 waren ihre Werke in einer Einzelausstellung in der Stanford Art Gallery der Stanford University zu sehen.